# Болела (Беневенто)
Болела је насеље у Италији у округу Беневенто, региону Кампанија.
Према процени из 2011. у насељу је живело 95 становника. Насеље се налази на надморској висини од 468 м.